# Carolyn McCormick
Carolyn McCormick (Midland, 19 settembre 1959) è un'attrice statunitense, attiva in campo televisivo.

## Filmografia

### Cinema
- Il mio nemico (Enemy Mine), regia di Wolfgang Petersen (1985)
- Uno strano scherzo del destino (A Simple Twist of Fate) (1994)
- Emmett's Mark (2002)
- This Is Not a Chair - cortometraggio (2002)
- Loverboy (2005)
- Come un uragano (2008)
- Basta che funzioni (Whatever Works), regia di Woody Allen (2009)
- True Nature (2010)
- Downtown Express (2010)
- Mapplethorpe, regia di Ondi Timoner (2018)

### Televisione
- Spenser (Spenser: For Hire) - serie TV, 22 episodi (1986–1987)
- Star Trek: The Next Generation - serie TV, episodi 1x15-4x08 (1988–1990)
- Law & Order - I due volti della giustizia (Law & Order) - serie TV, 87 episodi (1991-2009)
- Homicide - serie TV, 2 episodi (1996)
- You Know My Name - film TV (1999)
- Cracker - serie TV, 16 episodi (1997-1999)
- Law & Order - Unità vittime speciali (Law & Order: Special Victims Unit) - serie TV, 4 episodi (1999-2013)
- Women Docs - serie TV (2001) - voce narrante
- Giudice Amy (Judging Amy) - serie TV, 3 episodi (2001-2004)
- Law & Order - Il verdetto (Law & Order: Trial by Jury) - serie TV, 1 episodio (2005)
- Law & Order: Criminal Intent - serie TV, 1 episodio (2005)
- Mamma detective (Inspector Mom) - serie TV (2006)
- Cold Case - Delitti irrisolti (Cold Case) - serie TV, episodio 4x21 (2007)
- The National Parks: America's Best Idea - documentario TV (2009) - voce
- Una vita da vivere (One Life to Live) - serie TV, 3 episodi (2010)
- Body of Proof - serie TV, 1 episodio (2011)
- The Dust Bowl - documentario TV (2012)
- Blue Bloods - serie TV, 1 episodio (2013)
- Mind Games - serie TV, 1 episodio (2014)
- Elementary - serie TV, 1 episodio (2015)
- Madam Secretary - serie TV, 1 episodio (2016)
- The Interestings - film TV (2016)

## Doppiatrici italiane
- Claudia Catani in Law & Order - Unità vittime speciali (ep. 1x03, 2x05, 2x11), Law & Order - Il verdetto
- Stefanella Marrama in Star Trek: The Next Generation (4x08), Homicide
- Vittoria Febbi in Star Trek: The Next Generation (ep. 1x15)
- Dania Cericola in Una vita da vivere
- Alessandra Korompay in Law & Order - I due volti della giustizia
- Cristina Giolitti in Law & Order - Criminal Intent
- Antonella Giannini in Law & Order - Unità vittime speciali (ep. 14x15)
- Pinella Dragani in Spenser: For Hire
- Laura Boccanera in Elementary
- Gabriella Borri in Mamma detective
- Roberta Pellini in Cold Case - Delitti irrisolti
- Michela Alborghetti in Bull